# Brigade hollandaise (1799-1802)

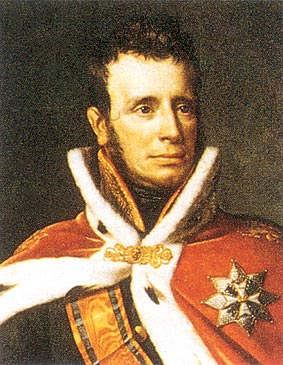
Guillaume Frédéric d'Orange-Nassau (Willem Frederik van Oranje-Nassau)

La Brigade Royale Néerlandaise (« Hollandse Brigade » en néerlandais) était une brigade de l'Armée de terre britannique qui fut organisée par Guillaume Ier, prince héritier des Pays-Bas en 1799. Elle fut constituée à partir d'anciens officiers et soldats de l'ancienne armée des Provinces-Unies, des déserteurs de l'armée batave, ainsi que de mutins de la marine batave qui s'étaient rendus à la Royal Navy à la suite de la Capitulation de Vlieter au cours de l'Invasion anglo-russe de la Hollande. Financée par le gouvernement britannique, elle était pleinement au service du Royaume-Uni. Elle fut officiellement constituée le 21 octobre 1799 sur l'Île de Wight, et active en Irlande dans la première moitié de l'année 1801, puis sur les îles Anglo-Normandes à Jersey et Guernesey. Elle fut supprimée le 12 juillet 1802, en conséquence de la Paix d'Amiens du 25 mars 1802,.